# Llista de chasmata de Tetis
En aquest article només es mostra els noms oficials aprovats per la Unió Astronòmica Internacional (UAI).
Aquesta és una llista de chasmata amb nom de Tetis. Les chasmata de Tetis porten els noms de personatges i llocs de l’Odissea d'Homer.
La latitud i la longitud es donen com a coordenades planetogràfiques amb longitud oest (+ Oest; 0-360).
| Chasma        | Coordenades                        | Diàmetre (km) | Epònim                                  | Ref.  |
| ------------- | ---------------------------------- | ------------- | --------------------------------------- | ----- |
| Ithaca Chasma | 14° 00′ S, 6° 06′ O / 14°S,6.1°O   | 1.219         | Ítaca. Una illa jònica, llar d'Odisseu. | WGPSN |
| Ogygia Chasma | 56° 00′ N, 95° 12′ O / 56°N,95.2°O | 120           | Ogígia. Illa on habitava Calipso.       | WGPSN |